# Campionatul European de Atletism în sală din 1972
A 3-a ediție a Campionatului European de Atletism în sală s-a desfășurat între 11 și 12 martie 1972 la Grenoble, Franța. Au participat 264 de sportivi din 23 de țări.

## Sală
Probele au avut loc la Palais des Sports din Grenoble. Acesta a fost construit în anul 1967 pentru Jocurile Olimpice de iarnă din 1968.

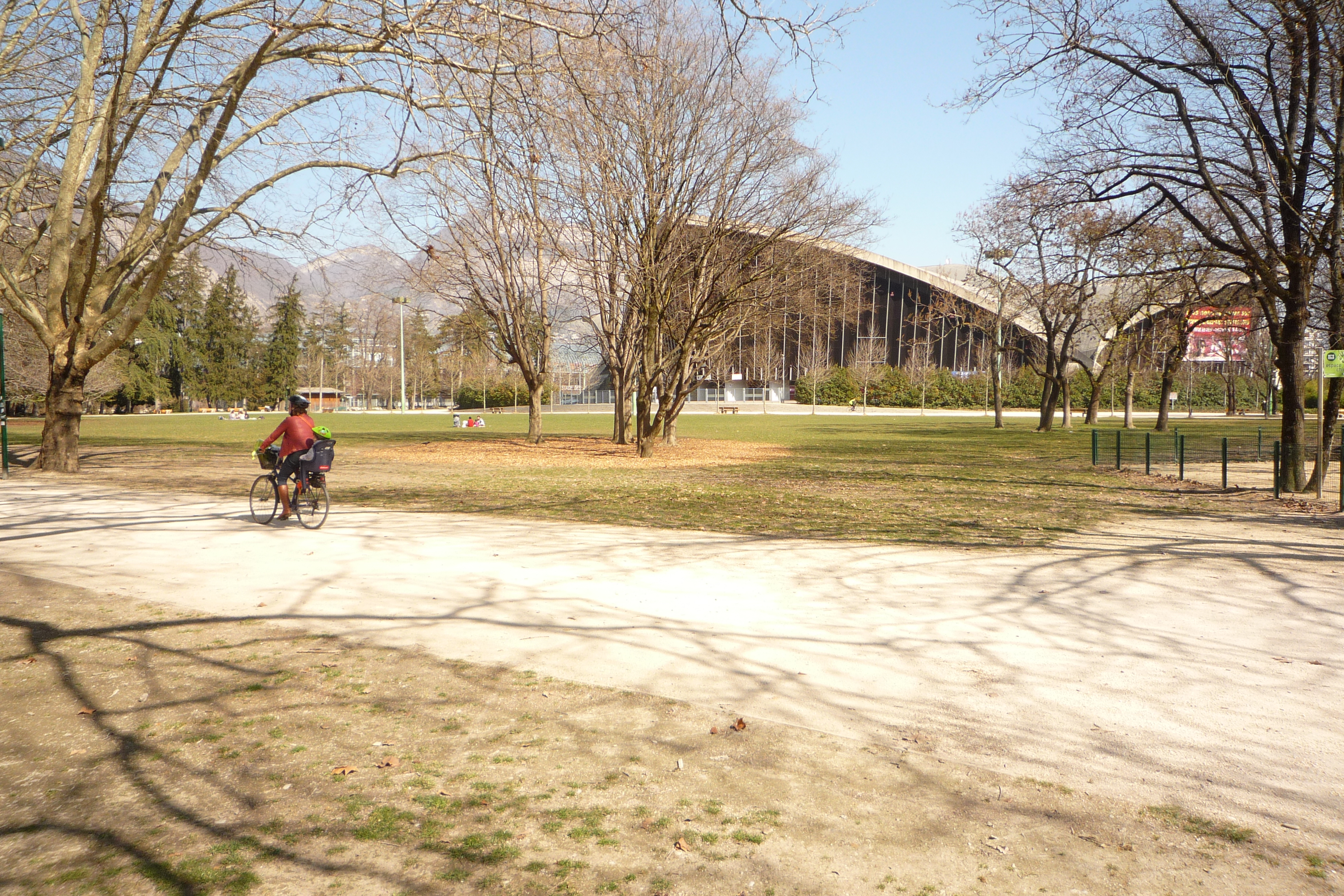
Palais des Sports din Grenoble

## Rezultate
RM - record mondial; RE - record european; RC - record al competiției; RN - record național; PB - cea mai bună performanță a carierei

### Masculin
| Event                | Aur                                                                          | Aur      | Argint                                                                              | Argint  | Bronz                                                                                      | Bronz   |
| 50 m                 | Valeri Borzov (URS)                                                          | 5,75 RM  | Aleksandr Korneliuk (URS)                                                           | 5,81    | Vasilis Papageorgopoulos (GRE)                                                             | 5,82    |
| 400 m                | Georg Nückles (FRG)                                                          | 47,24    | Ulrich Reich (FRG)                                                                  | 47,42   | Wolfgang Müller (GDR)                                                                      | 47,42   |
| 800 m                | Jozef Plachý (TCH)                                                           | 1:48,84  | Ivan Ivanov (URS)                                                                   | 1:49,05 | Francis Gonzalez (FRA)                                                                     | 1:49,17 |
| 1500 m               | Jacky Boxberger (FRA)                                                        | 3:45,66  | Spylios Zacharopoulos (GRE)                                                         | 3:46,08 | Jürgen May (FRG)                                                                           | 3:46,42 |
| 3000 m               | Juris Grustiņš (URS)                                                         | 8:02,85  | Iuri Aleksașin (URS)                                                                | 8:03,20 | Ulrich Brugger (FRG)                                                                       | 8:05,07 |
| 50 m garduri         | Guy Drut (FRA)                                                               | 6,51 RM  | Manfred Schumann (FRG)                                                              | 6,58    | Anatoli Moșiașvili (URS)                                                                   | 6,59    |
| Ștafetă 4×360 m      | Poland · Jan Werner · Waldemar Korycki · Jan Balachowski · Andrzej Badeński  | 3:11,1   | RFG Peter Bernreuther Rolf Krüsmann Georg Nückles Ulrich Reich                      | 3:11,9  | Franța Patrick Salvador André Paoli Michel Dach Gilles Bertould                            | 3:15,6  |
| Ștafetă 4×720 m      | RFG Thomas Wessinghage Harald Norpoth Paul-Heinz Wellmann Franz-Josef Kemper | 6:26,4   | Uniunea Sovietică Aleksei Taranov Valeri Taratânov Ivan Ivanov Stanislav Meșcerskih | 6:27,0  | Poland · Zenon Szordykowski · Krzysztof Linkowski · Stanisław Waśkiewicz · Andrzej Kupczyk | 6:27,6  |
| Săritura în înălțime | István Major (HUN)                                                           | 2,24 RC  | Kęstutis Šapka (URS)                                                                | 2,22    | Jüri Tarmak (URS)                                                                          | 2,22    |
| Săritura cu prăjina  | Wolfgang Nordwig (GDR)                                                       | 5,40 =RC | Hans Lagerqvist (SWE)                                                               | 5,40    | Antti Kalliomäki (FIN)                                                                     | 5,30    |
| Săritura în lungime  | Max Klauss (GDR)                                                             | 8,02     | Hans Baumgartner (FRG)                                                              | 7,99    | Jaroslav Brož (TCH)                                                                        | 7,88    |
| Triplusalt           | Viktor Saneev (URS)                                                          | 16,97 RM | Carol Corbu (ROM)                                                                   | 16,89   | Valentin Șevcenko (URS)                                                                    | 16,73   |
| Aruncarea greutății  | Hartmut Briesenick (GDR)                                                     | 20,67 RE | Władysław Komar (POL)                                                               | 20,32   | Jaroslav Brabec (TCH)                                                                      | 19,94   |

### Feminin
| Event                | Aur                                                                         | Aur        | Argint                                                                                       | Argint  | Bronz                                                                   | Bronz   |
| 50 m                 | Renate Stecher (GDR)                                                        | 6,25 RM    | Annegret Richter (FRG)                                                                       | 6,28    | Sylviane Telliez (FRA)                                                  | 6,31    |
| 400 m                | Christel Frese (FRG)                                                        | 53,36      | Inge Bödding (FRG)                                                                           | 54,60   | Erika Weinstein (FRG)                                                   | 54,73   |
| 800 m                | Gunhild Hoffmeister (GDR)                                                   | 2:04,83 RC | Ileana Silai (ROM)                                                                           | 2:05,17 | Svetla Zlateva (BUL)                                                    | 2:05,50 |
| 1500 m               | Tamara Panggelova (URS)                                                     | 4:14,62 RM | Liudmila Bragina (URS)                                                                       | 4:18,35 | Vasilena Amzina (BUL)                                                   | 4:18,84 |
| 50 m garduri         | Annelie Ehrhardt (GDR)                                                      | 6,85 RM    | Teresa Sukniewicz (POL)                                                                      | 6,94    | Grażyna Rabsztyn (POL)                                                  | 7,05    |
| Ștafetă 4×180 m      | RFG Elfgard Schittenhelm Christine Tackenberg Annegret Kroniger Rita Wilden | 1:24,1     | Franța Michèle Beugnet Christiane Marlet Claudine Meire Nicole Pani                          | 1:27,6a | Austria Christa Kepplinger Maria Sykora Carmen Mähr Monika Holzschuster | 1:29,5  |
| Ștafetă 4×360 m      | RFG Rita Wilden Erika Weinstein Christel Frese Inge Bödding                 | 3:10,85    | Uniunea Sovietică Natalia Cisteakova Liudmila Aksionova Liubov Zavialova Nadejda Kolesnikova | 3:11,20 | Franța Madeleine Thomas Bernadette Martin Nicole Duclos Colette Besson  | 3:11,65 |
| Săritura în înălțime | Rita Schmidt (GDR)                                                          | 1,90 RM    | Rita Gildemeister (GDR)                                                                      | 1,84    | Iordanka Blagoeva (BUL)                                                 | 1,84    |
| Săritura în lungime  | Brigitte Roesen (FRG)                                                       | 6,58       | Meta Antenen (SUI)                                                                           | 6,42    | Jarmila Nygrýnová (TCH)                                                 | 6,39    |
| Aruncarea greutăți   | Nadejda Cijova (URS)                                                        | 19,41      | Antonina Ivanova (URS)                                                                       | 18,54   | Marianne Adam (GDR)                                                     | 18,30   |

## Clasament pe medalii

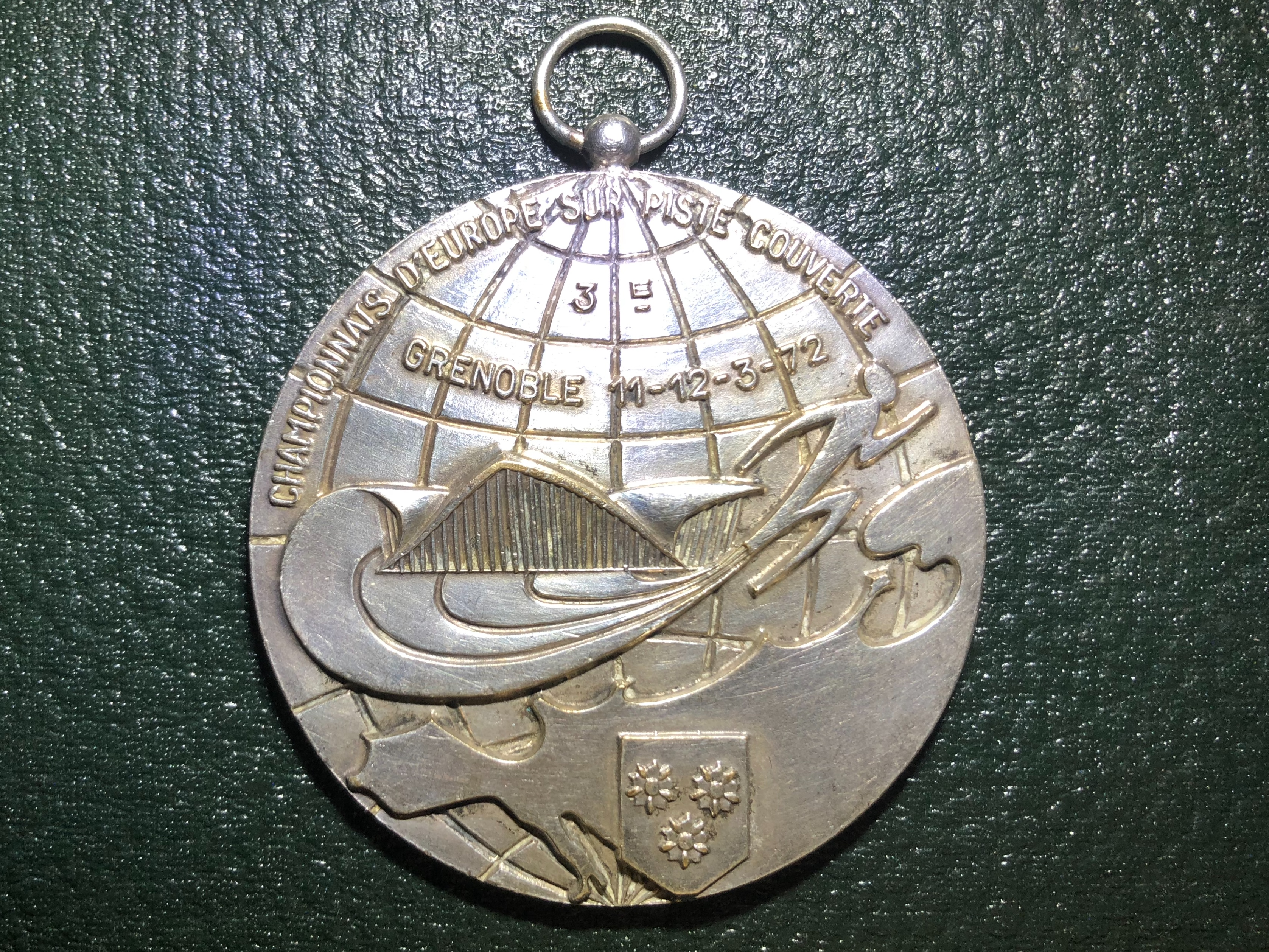
Medalia de argint

| Loc   | Țară                        | Aur | Argint | Bronz | Total |
| ----- | --------------------------- | --- | ------ | ----- | ----- |
| 1     | Republica Democrată Germană | 7   | 1      | 2     | 10    |
| 2     | RFG                         | 6   | 6      | 3     | 15    |
| 3     | Uniunea Sovietică           | 5   | 8      | 3     | 16    |
| 4     | Franța                      | 2   | 1      | 4     | 7     |
| 5     | Polonia                     | 1   | 2      | 2     | 5     |
| 6     | Cehoslovacia                | 1   | 0      | 3     | 4     |
| 7     | Ungaria                     | 1   | 0      | 0     | 1     |
| 8     | România                     | 0   | 2      | 0     | 2     |
| 9     | Grecia                      | 0   | 1      | 1     | 2     |
| 10    | Elveția                     | 0   | 1      | 0     | 1     |
| 10    | Suedia                      | 0   | 1      | 0     | 1     |
| 12    | Bulgaria                    | 0   | 0      | 3     | 3     |
| 13    | Austria                     | 0   | 0      | 1     | 1     |
| 13    | Finlanda                    | 0   | 0      | 1     | 1     |
| Total | Total                       | 23  | 23     | 23    | 69    |

## Participarea României la campionat
12 atleți au reprezentat România.
- Carol Corbu – lungime - locul 9, triplusalt - locul 2
- Ileana Silai – 800 m - locul 2
- Elena Vintilă – lungime - locul 6
- Viorica Viscopoleanu – lungime - locul 8
- Valentina Cioltan – greutate - locul 9
- Valentin Jurcă – lungime - locul 10
- Ana Sălăgean – greutate - locul 11
- Valeria Bufanu – 50 m garduri - locul 12
- Nicolae Perțea – 50 m garduri - locul 13
- Csaba Dosza – înălțime - locul 13
- Aurelia Mărășescu – 50 m - locul 13
- Mariana Goth – 50 m - locul 17